# Приключенията на Плуто Наш
„Приключенията на Плуто Наш“ (на английски: The Adventures of Pluto Nash) е американска научнофантастична екшън комедия от 2002 г. на режисьора Рон Ъндърууд. Във филма участват Еди Мърфи (в двойна роля), Ранди Куейд, Росарио Доусън, Джо Пантолиано, Джей Мор, Луис Гусман, Джеймс Ребхорн, Питър Бойл, Пам Гриър и Джон Клийз. Филмът е пуснат по кината в Съединените щати на 16 август 2002 г.

## Актьорски състав
| Актьор                | Роля                           |
| --------------------- | ------------------------------ |
| Еди Мърфи             | Плуто Наш Рекс Картър          |
| Ранди Куейд           | Бруно                          |
| Росарио Доусън        | Дина Лейк                      |
| Джей Мор              | Антъни Франковски/Тони Францис |
| Питър Бойл            | Роуланд                        |
| Луис Гусман           | Феликс Ларанга                 |
| Джо Пантолиано        | Моган                          |
| Джеймс Ребхорн        | Белчър                         |
| Пам Гриър             | Флура Наш                      |
| Джон Клийз            | Джеймс                         |
| Бърт Йънг             | Джино                          |
| Лилио Бранкато        | Лари                           |
| Виктор Варнадо        | Келп                           |
| Алиса и Хейди Креймър | Джина и Филомина Францис       |
| Мигел А. Нунез младши | Мигел, асистент на Плуто       |
| Илеана Дъглас         | Д-р Мона Цимер                 |
| Стю „Лардж“ Ридли     | Клуб Плуто Бонсър              |
| Серж Хоуд             | Агент на ФБР                   |
| Тери Хейг             | Охранител                      |
| Корнелия Шарп         | Фен на Тони Франсис            |
| Алек Болдуин          | Майкъл Маручи (некредитиран)   |

## В България
В България филмът е издаден на VHS и DVD от Александра Видео на 6 август 2003 г.
През 2006 г. е излъчен за първи път по Нова телевизия с първи български войсоувър дублаж на Арс Диджитал Студио, чийто име не се споменава. В него участва Силви Стоицов.
На 8 декември 2011 г. е излъчен и по Би Ти Ви с втори войсоувър дублаж на Би Ти Ви. Екипът се състои от:
| Озвучаващи артисти  | Даниела Горанова Живка Донева Цанко Тасев Явор Караиванов Стефан Димитриев |
| Преводач            | Соня Иванова                                                               |
| Тонрежисьор         | Наталия Василева                                                           |
| Режисьор на дублажа | Тамара Войс                                                                |